# Conrad Elvehjem
Conrad Arnold Elvehjem (27 mai 1901- 27 juillet 1962) est un biochimiste américain de renommée internationale en nutrition. En 1937, il identifie deux vitamines, l'acide nicotinique, également connu sous le nom de niacine, et la nicotinamide, qui sont directement déficientes dans la pellagre humaine, autrefois un problème de santé majeur aux États-Unis. Collectivement, l’acide nicotinique et le nicotinamide sont appelés vitamine B3 et sont désormais considérés comme des précurseurs du nicotinamide adénine dinucléotide.

## Biographie

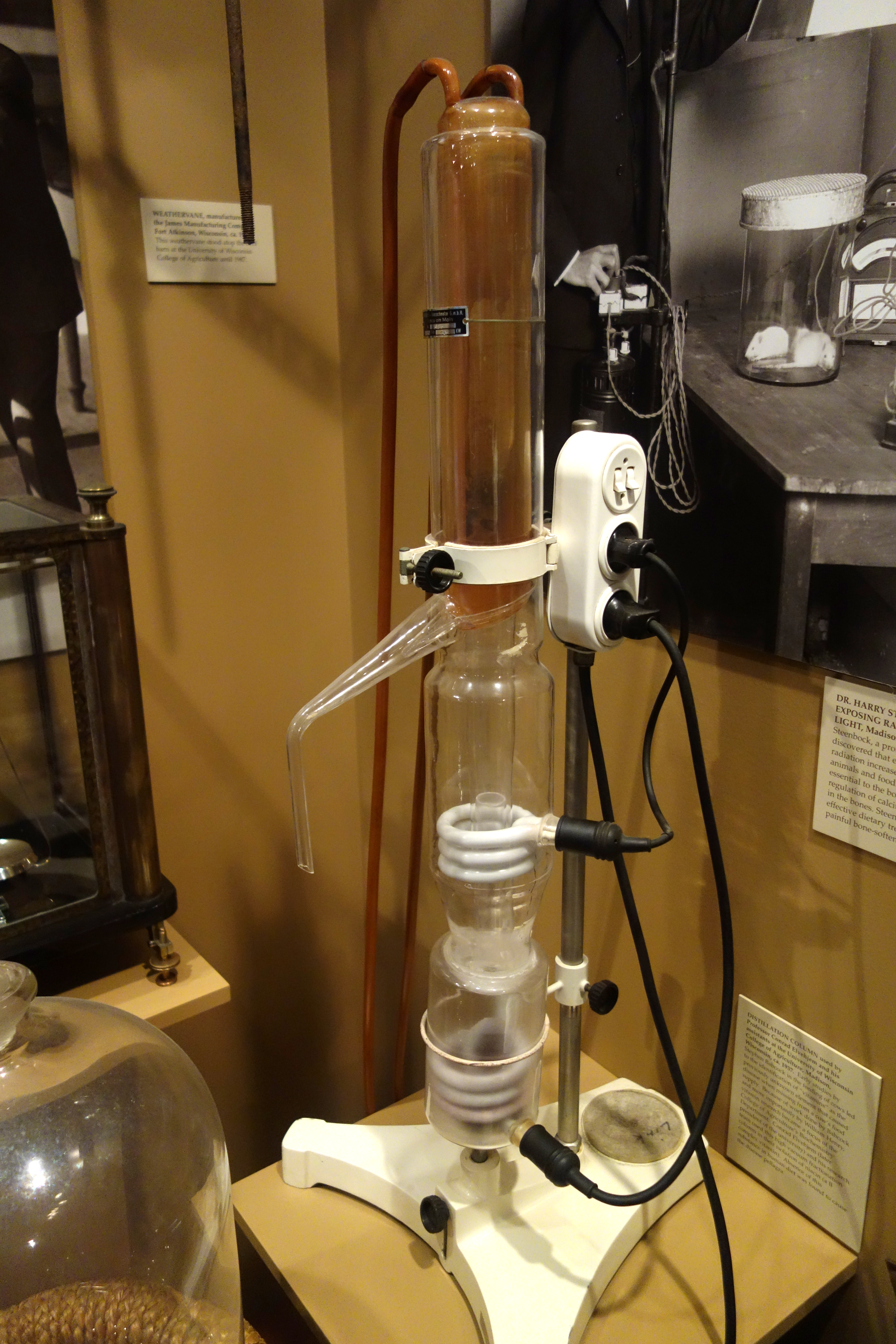
Colonne de distillation utilisée pour isoler la niacine par le professeur Conrad Elvehjem, vers 1937

Conrad Elvehjem, fils d'émigrants norvégiens au Wisconsin, est né à McFarland, Wisconsin. Il fait ses études dans les écoles secondaires et à l'Université du Wisconsin, où il obtient son doctorat en 1927 sous la direction de E. B. Hart avec une thèse sur l'importance du cuivre dans l'anémie ferriprive. Une bourse du Conseil national de recherche permet de passer un an à l'Université de Cambridge en Angleterre. Elvehjem commence à enseigner la chimie agricole à l'Université du Wisconsin en 1923 et devient professeur titulaire en 1936. Il devient président du département de biochimie en 1944 et doyen de l'école doctorale en 1946, à l'âge de 45 ans. Il est doyen de l'école doctorale jusqu'à ce qu'il devienne le 13e président de l'université en 1958.
S'appuyant sur les travaux de Joseph Goldberger, il découvre que l'acide nicotinique guérit la langue noire chez les chiens, une maladie analogue à la pellagre. L'année précédente, Elvehjem et son collègue Carl J. Koehn ont découvert qu'un facteur de filtrat issu d'un extrait de foie pouvait guérir la pellagre induite par l'alimentation chez les poussins. Cet extrait de filtrat est désigné comme la fraction de vitamine G, d'après Goldberger. Pour confirmer leurs résultats chez les chiens, ils induisent une langue noire chez ces animaux avec le régime Goldberger à base de maïs jaune, avant de compléter le régime avec la fraction de vitamine G. Elvehjem et ses collègues peuvent ensuite isoler et identifier la nicotinamide et l'acide nicotinique de la vitamine G comme facteurs curatifs de la langue noire chez les chiens. Il a également grandement contribué à l’identification du complexe de vitamines B et est co-auteur de plus de 780 articles scientifiques sur la biochimie et la nutrition.
Le premier étudiant diplômé d'Elvehjem (en 1931) est le célèbre nutritionniste Fredrick J. Stare (en) (1910–2002) qui a ensuite fondé et présidé le département de nutrition de la Harvard School of Public Health, où il reste jusqu'en 1976.
Elvehjem rencontre sa femme Constance W. Elvehjem alors qu'elle est étudiante de premier cycle à l'UW Madison. Elle est décédée en 1999 à l'âge de 94 ans. Elvehjem est frappé d'une crise cardiaque à son bureau le matin du 27 juillet 1962, à l'âge de soixante et un ans, et meurt dans l'heure.